# Jiří Stibral
Jiří Stibral (27. července 1859 Praha – 8. října 1939 Praha) byl český architekt, výtvarník, profesor a pedagog a pozdější ředitel Uměleckoprůmyslové školy v Praze. Za svou architektonickou kariéru vypracoval celou řadu novorenesančních, novogotických či secesních návrhů staveb na území Čech, především pak v rodné Praze. Specializoval se také na navrhování interiérů sériových i speciálních luxusních železničních vozů pro firmu Ringhoffer.

## Život

### Mládí
Narodil se 27. července 1859 do rodiny věhlasného pražského hodináře Josefa Stibrala, mj. opraváře Staroměstského orloje, a Anny, rozené Krausové. V letech 1875 až 1881 studoval architekturu na německé polytechnice u Josefa Zítka, věnoval se také výtvarné tvorbě. Mezi lety 1885 a 1886 pracoval v ateliéru architekta Quida Bělského, od roku 1886 začal pedagogicky působit na Vysoké uměleckoprůmyslové škole v Praze v oborech ornamentálního kreslení, nauky o barvách a deskriptivní geometrie.
Roku 1887 se v Praze oženil s Boženou Bazikovou, rok nato se jim narodil syn Zdeněk.

### Architekt

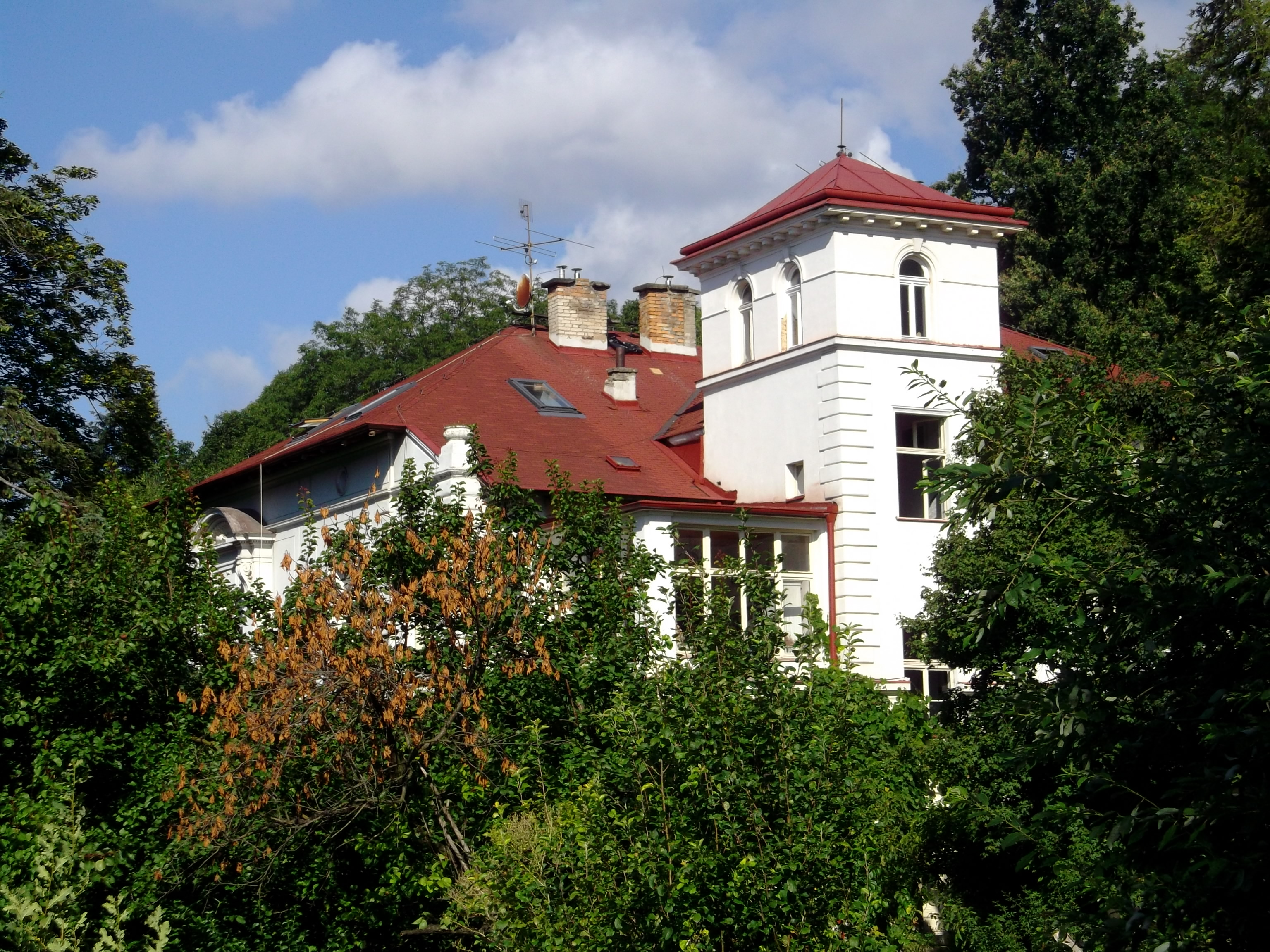
Stibralova rodinná vila v Michli

Následně vyjel díky stipendiu F. J. Gerstnera do Itálie, dále zemí Beneluxu, Velké Británie a Německa a Ruska: s přítelem spisovatelem Juliem Zeyerem podnikli roku 1888 cestu na Krym a do Zakavkazí. Od roku 1889 působil pak ponejvíce v Čechách, velká část jeho prací byla vytvořena v novorenesančním slohu. Stibral vytvořil několik významných projektů pro průmyslnickou rodinu baronů Ringhofferů v okolí města Kamenice, jižně od Prahy, stejně jako návrhy železničních vozů, které firma Ringhoffer vyráběla ve svých smíchovských strojírnách, na kterých Stibral s firmou dlouhodobě spolupracoval od roku 1884. Od 80. let intenzivně spolupracoval se sochařem Josefem Václavem Myslbekem, tehdejším ředitelem Uměleckoprůmyslové školy. Řadu zakázek realizoval také pro hraběte a poslance Arnošta Emanuela Silva-Tarouca.

### Působení v Praze
V letech 1896 až 1898 byl členem Umělecké komise Magistrátu města Prahy a účastnil se sporů o způsob provádění asanace Starého Města pražského, započatého roku 1884. Jiří Stibral si roku 1894 nechal dle vlastního návrhu postavit rodinnou vilu v Michli, kde žil a pracoval. Roku 1902 se se svými kolegy, profesory VŠUP Janem Kotěrou, Rudolfem Kříženeckým, Václavem Roštlapilem a architektem Josefem Fantou zúčastnil architektonické soutěže o návrh nové budovy pražského Nádraží Františka Josefa I., ve které nakonec zvítězil návrh Josefa Fanty.
Po vzniku samostatného Československa realizoval několik zakázek pro nově vytvořenou Československou církev husitskou.
Stibral navrhoval také průmyslové stavby, jako například stavby v areálu pivovaru ve Velkých Popovicích nedaleko Prahy

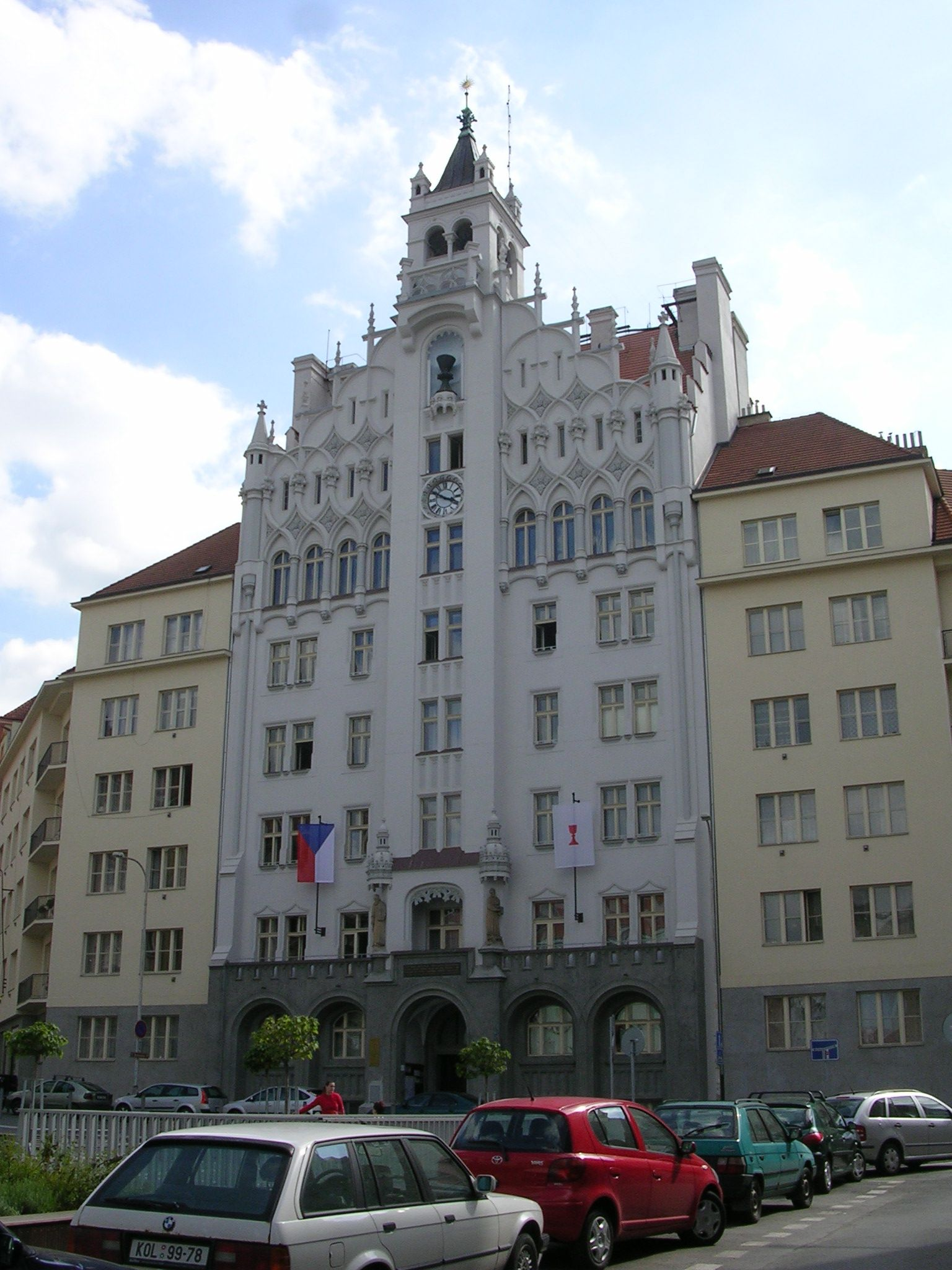
Husův sbor v Dejvicích, 1923–1927

### Pedagog

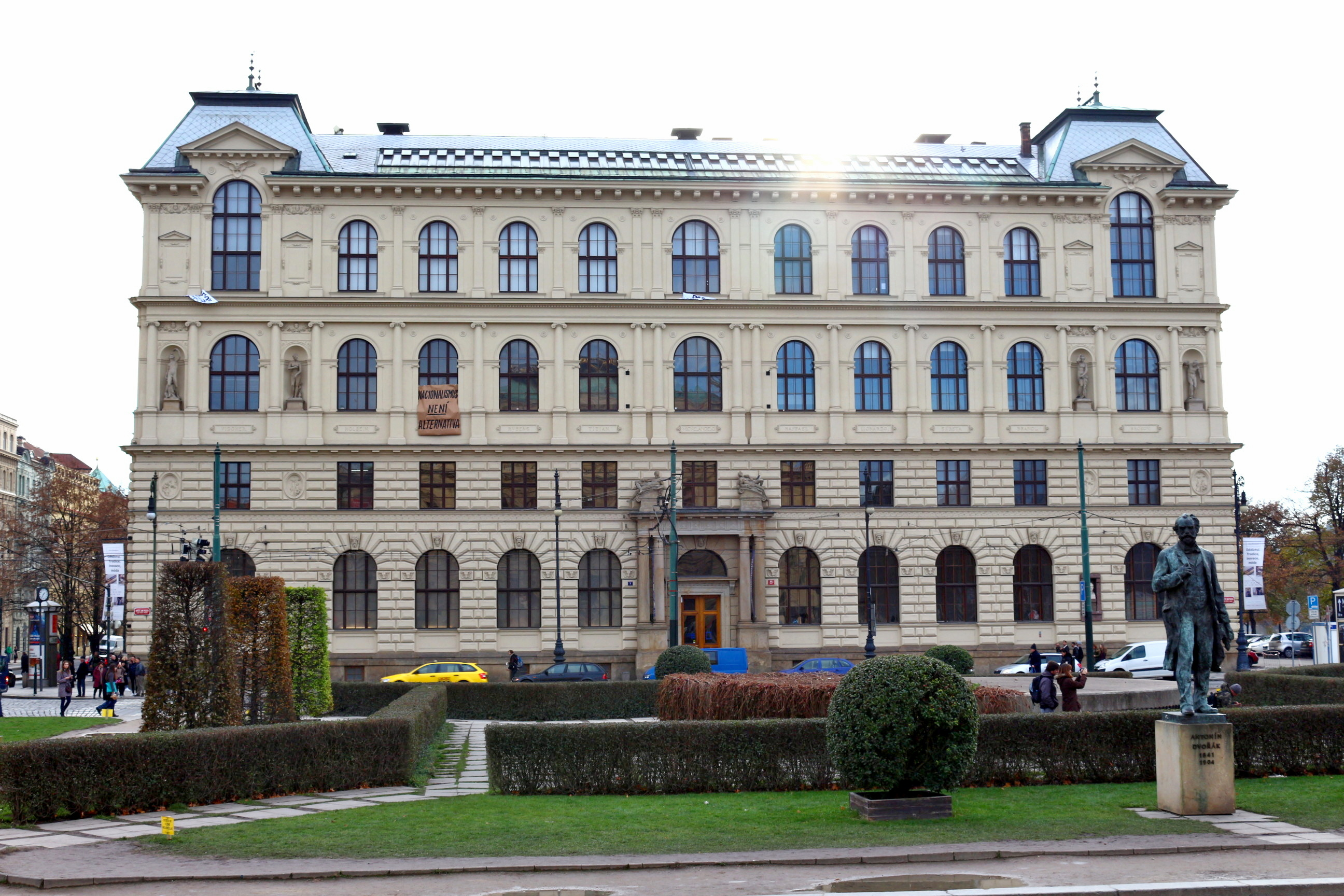
Budova VŠUP na Palachově náměstí v Praze, kde Stibral působil

Na VŠUP působil od roku 1886, v letech 1897 až 1919 pak Jiří Stibral zastával pozici ředitele školy. V letech 1891 až 1920 zde působil v čele speciální výuky textilního umění, v tomto oboru také získal profesuru. VŠUP opustil roku 1920, nadále však pracoval na architektonických zakázkách.

### Designér vagonů
Vedle architektury a kresby se zabýval také designem železničních vagónů, například pro společnost Ústecko-teplická dráha či speciální vozy pro císaře Františka Josefa I. či následníka rakouského trůnu Františka Ferdinanda d'Este. Spolupráci se strojírnami Ringhoffer přerušil roku 1912.

### Ocenění
Roku 1901 byl Jiřímu Stibralovi udělen řád Železné koruny III. třídy a byl povýšen do rytířského stavu s titulem Jiří rytíř von Stibral. Byl také nositelem vyznamenání rumunského krále Karla I. a několika cenných medailí a diplomů za architektonické návrhy veletržních pavilonů, včetně Světových výstav.

### Úmrtí
Jiří Stibral zemřel 8. října 1939 v Praze ve věku 80 let a byl pochován v rodinné hrobce na Olšanských hřbitovech.

### Rodinný život
Jiří Stibral se 29. ledna 1887 v Kostele svatého Štěpána oženil s o rok starší Boženou, rozenou Bazikovou, nejmladší dcerou předního inženýra a stavitele Eduarda Baziky. 27. října 1888 se jim narodil syn Zdeněk, jejich jediné dítě, který po studiích získal titul inženýra.

## Dílo
- Stutzikův dům, Václavské náměstí 78/II., Praha, (1886)
- Villa Gregoriana pro knížete Grigorije Stroganova, Řím (1886)
- Úprava fasád zámku Kamenice pro rodinu Ringhofferů, Kamenice (1886)
- Hrobka rodiny Ringhofferových (s plastikami Josefa Václava Myslbeka) Kamenice, 1887–1895
- Přestavba zámku Průhonice pro hraběte Arnošta Sylva-Tarouca, Průhonice (1889–1893)
- Palác a stavby zámeckého areálu pro kněžnu Ščerbatovou, Nemyšl, Němirov, Halič (1890–1914)
- Přestavba zámku v Nemyšli pro hraběte Bedřicha Deyma (1890)
- Pavilon hraběte Sylva-Tarouca, Zemská jubilejní výstava v Praze (1891)
- Přestavba pavilonu hraběte Harracha, Zemská jubilejní výstava v Praze (1891)
- Pavilon pražských městských plynáren, Zemská jubilejní výstava v Praze (1891)
- Uspořádání expozice Staré Prahy, Zemská jubilejní výstava v Praze (1891)
- Oprava a úprava zámku Štiřín rodiny Ringhofferů, (1892–1910)
- Interier Nostického paláce, Praha (1892–1893)
- Pomník havířům, Příbram, (1892)
- Přestavba a dostavba zámku Liteň, Liteň, (1893, nerealizováno)
- Vlastní vila pod Bohdalcem, Praha-Michle, (1894)
- Pomník V. B. Třebízského, Klecany (kříž od J. V. Myslbeka, relief od Josefa Mařatky, 1894)
- Národopisná výstava v Praze, Titěrova kavárna (1895)
- Přestavba Kostela Narození Panny Marie, Trmice (1897–1898)
- Hlavní oltář, kazatelna a křtitelnice Kostela sv. Šimona a Judy, Stebno (1897)
- Přestavba Kostela svatého Františka Serafinského, Kamenice (1898)
- Novobarokní přestavba zámku Lojovice, Lojovice (1899)
- Návrh loveckého zámečku pro hraběte Sylva-Tarouca, Kallwang, Štýrsko (1899–1902)
- Nájemní dům na nároží do Kaprovy ul. Žatecká 5, Praha-Staré Město (1900–1901)
- Objekty pivovaru Velké Popovice, Velké Popovice (1902–1909)
- Soutěž o návrh na budovu Nádraží Františka Josefa I., Praha (1902, secese, nerealizováno)
- Soutěž o návrh na Reprezentační dům, Praha (1903, novogotika, nerealizováno)
- Palác První české všeobecné zajišťovací banky, Masarykovo nábřeží 32, Praha, pozdější sídlo ambasády NDR a sídlo Goethe Institutu (plastiky Ladislava Šalouna), (1903–1905)
- Fasáda kostela a farní budova, Velké Popovice (1907)
- Myslivna, Ládví u Prahy (1910)
- Adaptace a přístavba zámku Olešovice rodiny Ringhofferů, Olešovice (1912–1914)
- Výstavní pavilon firmy Ringhoffer, Pražské vzorkové veletrhy (1919)
- Lázeňské objekty pro českou Dubrovnickou hotelovou a lázeňskou společnost, Kupari a Srebarno u Dubrovníku, Chorvatsko (1919–1931)
- Výstavní pavilon Velkopopovického pivovaru, Praha – Výstaviště Bubeneč (1922)
- Novogotický Husův sbor a bohoslovecká kolej Československé církve husitské, Praha-Dejvice (1923–1927)
- Sbor a duchovní správa Československé církve husitské, Benešov (1925, nerealizováno)
- Nájemní domy, Praha-Michle (1927–1930)

### Účast na výstavách
- 1886 – Krasoumná jednota, Praha
- 1896 – Umělecká beseda, Praha
- 1897 – Rudolfinum, Praha
- 1898 – Výstava architektury a inženýrství, Praha

### Ocenění architektonických prací
- 1891 – Zemská jubilejní výstava v Praze – čestný diplom
- 1900 – Stříbrná medaile na Světové výstavě v Paříži
- 1904 – Zlatá medaile na Světové výstavě v St. Louis

### Železniční vozy
- 1884 – interiér salonního železničního vozu pro hraběte Tassila Festeticse z Tolny
- 1884 – interiér dvorního vlaku uher. stavů pro císaře Františka Josefa I.
- 1889 – interiér dvou vozů pro rumunského krále
- 1890 – interiéry císařského dvorního vlaku pro Františka Josefa I.
- 1891 – interiéry nového vozu pro rumunského krále Karola
- 1900 – interiér salonního vozu Ústecko-teplické dráhy
- 1902 – interiér salonního vozu pro arcivévodu Ferdinanda
- 1906–1907 – interiér salonního vozu pro bulharského korunního prince
- 1907 – interiér salonního vozu pro bulharské dráhy
- 1909 – interiér salonního vozu pro arcivévodu Františka Ferd.d´Este
- 1912 – rekonstrukce vozu pro hraběte Tassila Festeticse
- 1912 – interiér suitového vagonu dvorního vlaku
- 1912 – interiér rodinného vozu pro arcivévodu Karla

## Galerie

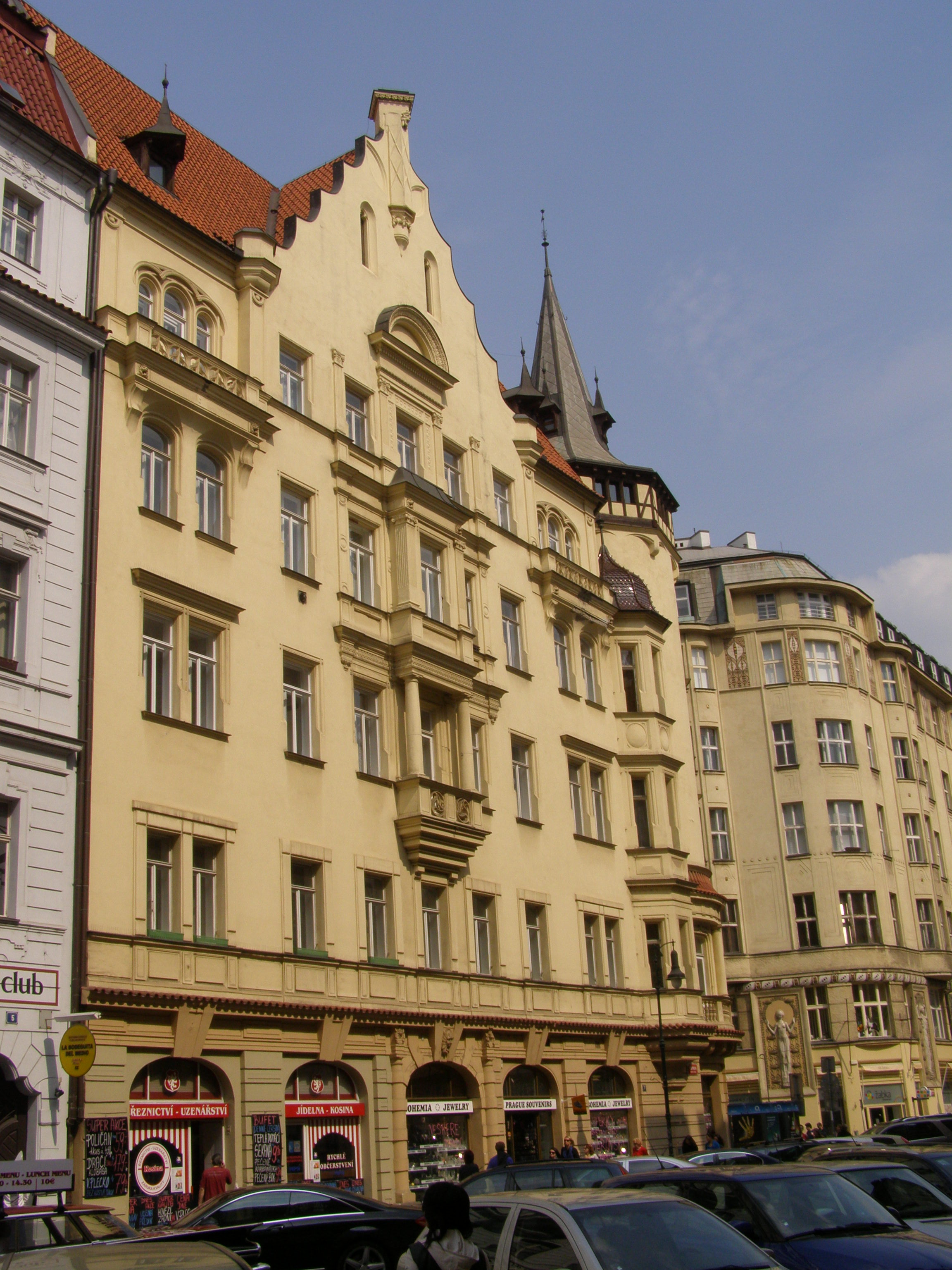
Nájemní dům v Kaprově ulici, Praha
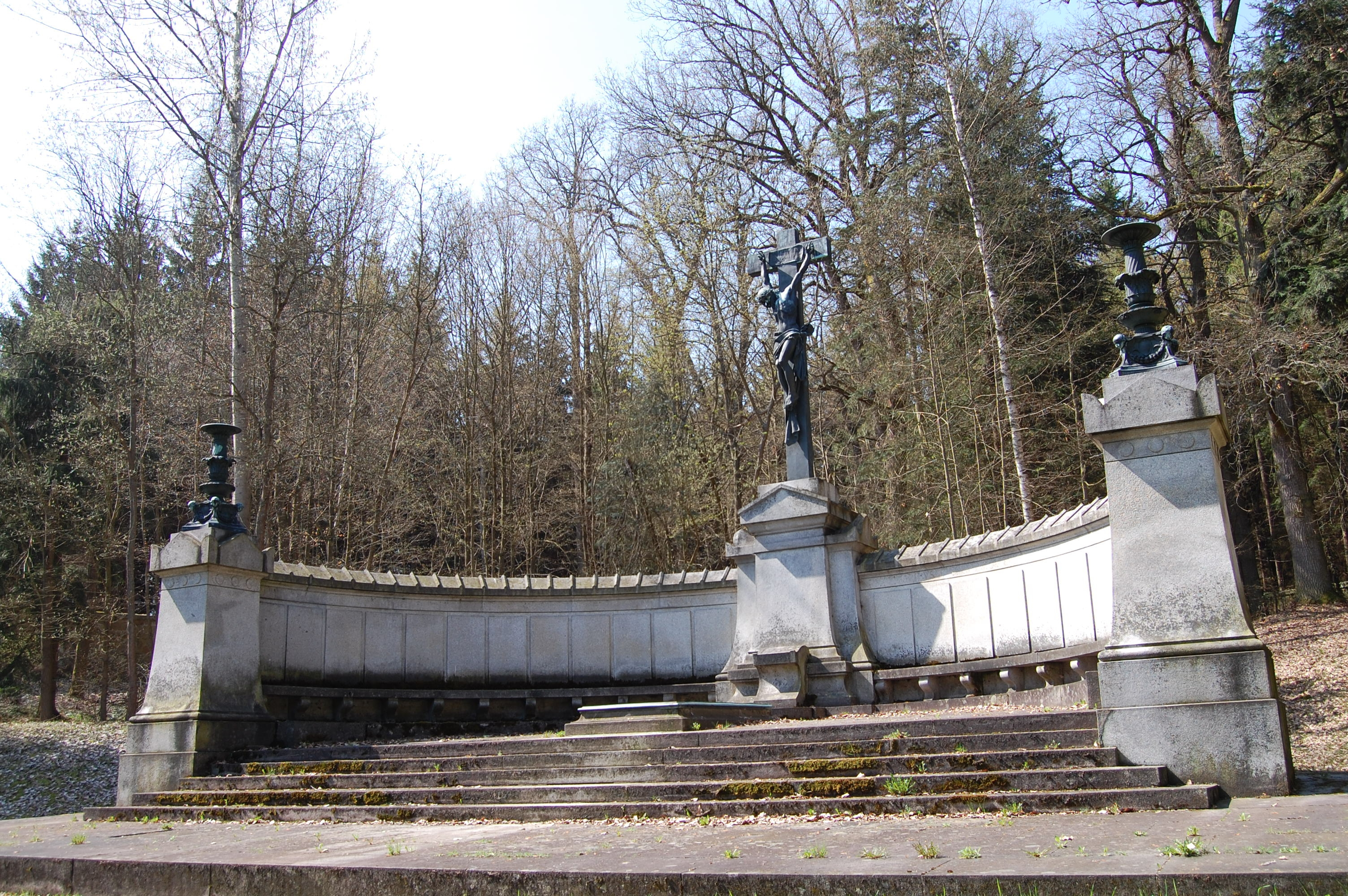
Hrobka Ringhofferů, Kamenice u Prahy
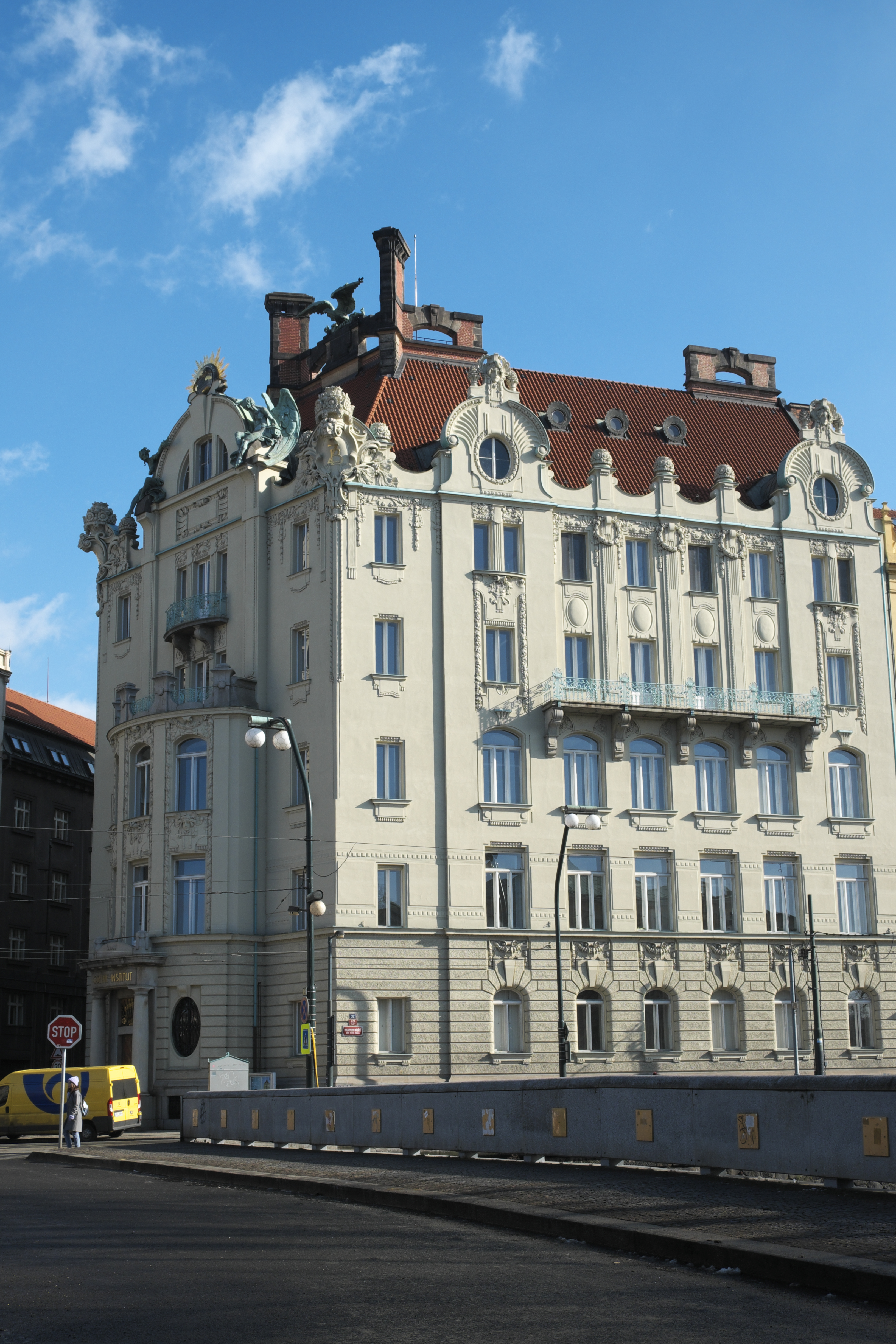
Palác První české všeobecné zajišťovací banky
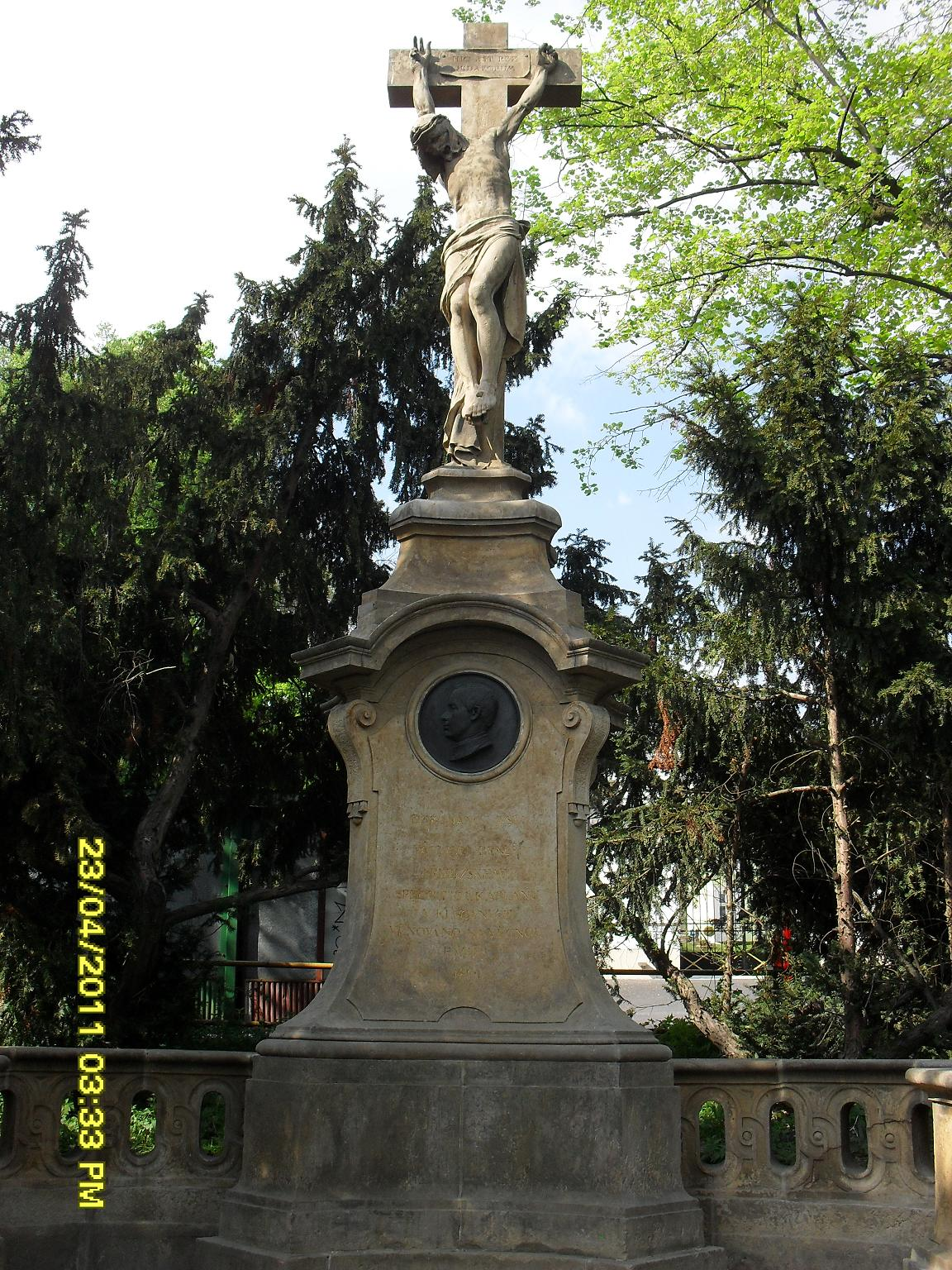
Pomník Václava Beneše Třebízského
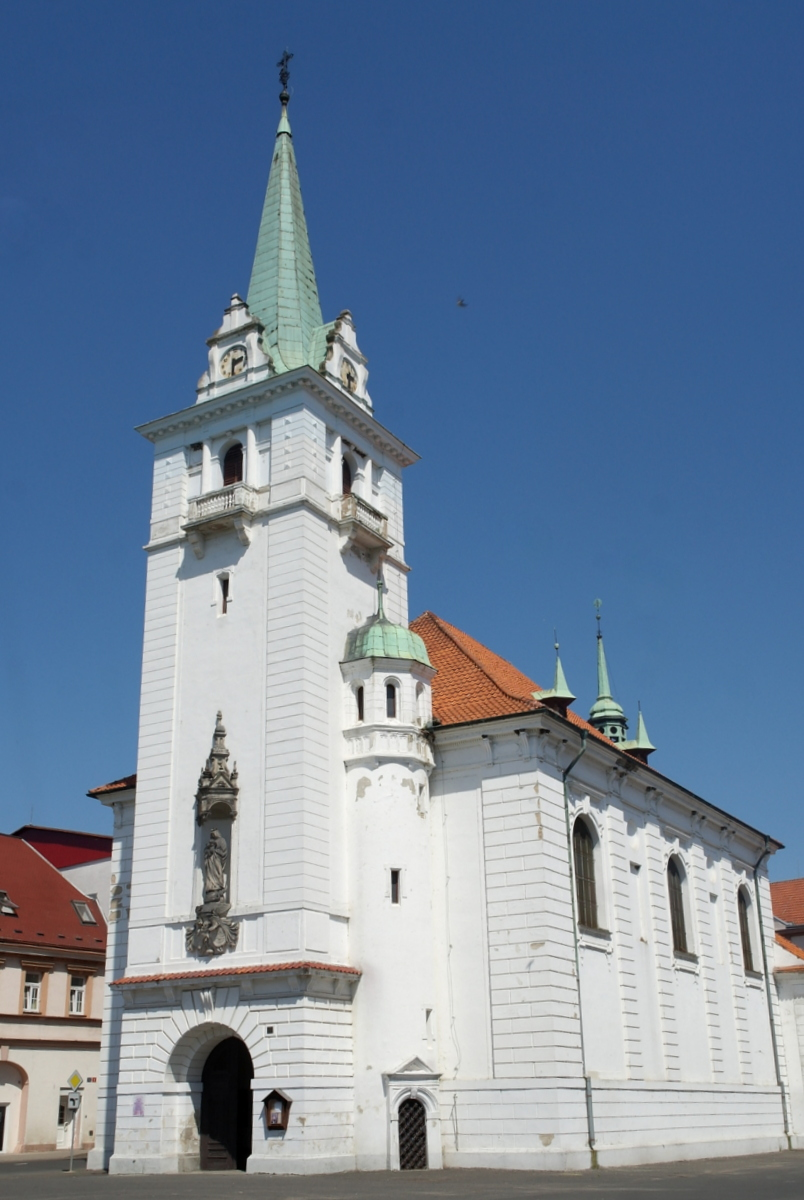
Kostel Narození Panny Marie, Trmice